# مينكس (مسلسل)
مينكس هو مسلسل كوميدي أمريكي من بطولة أوفيليا لوفيبوند وجيك جونسون. عرض على منصة إتش بي أو ماكس في 17 مارس 2022.